# Ataque à Universidade de Cabul em 2020
O ataque à Universidade de Cabul em 2020 ocorreu em 2 de novembro de 2020 em Cabul, Afeganistão, quando três homens armados invadiram o campus da Universidade de Cabul matando 35 pessoas e ferindo outras 50. O ataque começou quando se esperava que funcionários do governo chegassem ao campus para a abertura de uma feira de livros iraniana. Os perpetradores foram mortos posteriormente durante uma luta com as forças de segurança. O ataque ocorreu por volta das 11 horas da manhã. O Estado Islâmico do Iraque e a província de Levante-Khorasan (ISIL) reivindicaram a responsabilidade pelo ataque.
O ataque aconteceu depois de meses de tensões crescentes entre o governo afegão, o Talibã e os combatentes afiliados ao ISIL.

## Antecedentes
Localizada no 3º distrito de Cabul, a Universidade de Cabul é uma das maiores instituições de ensino superior do Afeganistão, com um corpo discente de 22 000 pessoas. A universidade já havia sido atacada quando, em 2019, uma bomba matou nove pessoas do lado de fora dos portões da universidade. Pouco mais de uma semana antes do ataque de novembro à universidade, um homem-bomba matou 30 em outra instituição educacional em Cabul.
No dia do ataque, a universidade estava hospedando uma feira internacional do livro. Esperava-se que vários funcionários do governo afegão e o embaixador iraniano no Afeganistão comparecessem ao evento.

## Ataque
O ataque começou na manhã de 2 de novembro por volta das 11 horas da manhã. Um grupo de homens armados detonou um explosivo (possivelmente um homem-bomba) no portão do terreno da universidade, após o que eles entraram no complexo, matando transeuntes e depois fazendo cerca de 35 reféns. Muitos estudantes conseguiram escapar do ataque escalando os muros do perímetro da universidade, enquanto os que estavam presos em prédios foram forçados a se abrigar no local. Alguns dos feridos no ataque foram evacuados para o hospital Ali Abad, nas proximidades.
A polícia de Cabul e as forças especiais do Exército afegão foram enviadas para a universidade e estabeleceram um perímetro ao redor do local, após o qual se engajaram em uma varredura do terreno, edifício por edifício, nas horas seguintes. Soldados americanos e forças especiais norueguesas também responderam ao ataque.
Após o ataque, o SITE Intelligence Group informou que o braço regional do Estado Islâmico do Iraque e Levante (ISIS/ISIL) assumiu a responsabilidade pelos assassinatos. O Talibã afegão negou responsabilidade pelo ataque, embora um funcionário do governo afegão o tenha atribuído ao grupo.

## Vítimas
Trinta e cinco pessoas morreram e mais de 50 ficaram feridas. A maioria das vítimas eram estudantes da universidade, todos pertencentes à administração pública. Um meio de comunicação doméstico descreveu as mortes como o Afeganistão "perdendo seus jovens talentosos", já que muitas das vítimas estavam entre os melhores de suas classes.

## Reações

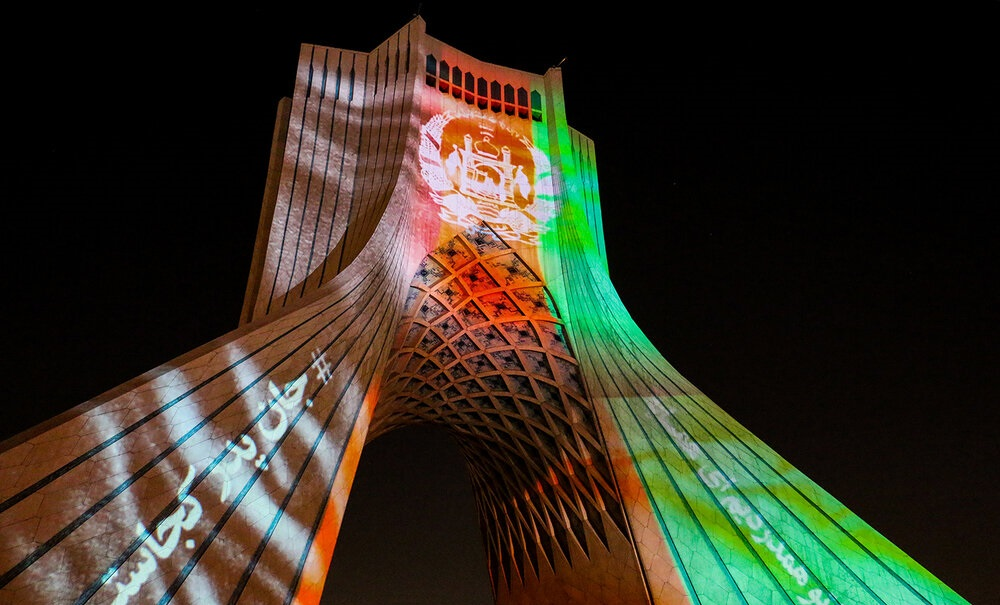
Torre Azadi em Teerã iluminada em memória ao ataque

O ataque foi amplamente condenado tanto nacional quanto internacionalmente. O porta-voz presidencial disse que "terroristas" estavam "atacando centros acadêmicos depois de serem derrotados em Helmand". O primeiro vice-presidente Amrullah Saleh twittou: "Um dia corrigiremos nossas falhas de inteligência. Mas os Talibs, seus aliados satânicos de pensamento semelhante na porta ao lado [referindo-se ao Paquistão] nunca serão capazes de lavar suas consciências deste fedorento e não ataque justificável à Universidade de Cabul." O ex-presidente Hamid Karzai chamou isso de "crime imperdoável". Saad Mohseni, do Tolo News, descreveu-o como "Esses animais estão matando nossos filhos". O governo afegão declarou o dia seguinte ao ataque como dia nacional de luto.
Saleh admitiu que o ataque foi uma falha da inteligência. No entanto, ele enfrentou reação após culpar o Talibã pelo ataque, que em resposta negou.
Tanto o Paquistão quanto a Índia condenaram o ataque, assim como outros países e as Nações Unidas.
Estudantes da universidade disseram à imprensa local no dia seguinte que o ataque não os impediria de estudar.